# پهلوبرهنه‌ها
پهلوبرهنه‌ها یا نودیپلورها (انگلیسی: Nudipleura) یک تبارشاخه (کلاد) از نرم‌تنان دریایی هستند که شامل طیف گسترده‌ای از گونه‌ها مانند لیسه‌های دریایی و حلزون‌های دریایی می‌شود. این موجودات به دلیل تنوع رنگ‌ها، شکل‌ها و الگوهای رفتاری خود شناخته می‌شوند.

## ویژگی‌های کلیدی
- نبود صدف: برخلاف بسیاری از نرم‌تنان دیگر، پهلوبرهنه‌ها صدف خارجی ندارند. این ویژگی به آن‌ها امکان می‌دهد تا به راحتی در محیط‌های مختلف حرکت کنند و از منابع غذایی متنوعی استفاده کنند.
- تنوع رنگ و شکل: پهلوبرهنه‌ها به دلیل تنوع رنگ‌ها و شکل‌هایشان مشهورند. این تنوع به آن‌ها کمک می‌کند تا با محیط اطراف خود استتار کنند یا شکارچیان را بترسانند.
- سیستم دفاعی شیمیایی: بسیاری از پهلوبرهنه‌ها از سیستم دفاعی شیمیایی برای محافظت از خود در برابر شکارچیان استفاده می‌کنند. آن‌ها می‌توانند ترکیبات سمی یا ناخوشایند تولید کنند که شکارچیان را دفع می‌کند.

## اهمیت اکولوژیکی
پهلوبرهنه‌ها نقش مهمی در اکوسیستم‌های دریایی ایفا می‌کنند. آن‌ها به عنوان شکارچی، طعمه و تجزیه‌کننده عمل می‌کنند و به حفظ تعادل اکوسیستم کمک می‌کنند.

## نمونه‌ها
- لیسه‌های دریایی: لیسه‌های دریایی گروهی از پهلوبرهنه‌ها هستند که به دلیل رنگ‌ها و شکل‌های جذابشان شناخته می‌شوند. آن‌ها از جلبک‌ها، اسفنج‌ها و سایر بی‌مهرگان دریایی تغذیه می‌کنند.
- حلزون‌های دریایی: حلزون‌های دریایی گروه دیگری از پهلوبرهنه‌ها هستند که در محیط‌های مختلف دریایی یافت می‌شوند. آن‌ها از جلبک‌ها، گیاهان دریایی و سایر مواد آلی تغذیه می‌کنند.